# ساتورو نودا
ساتورو نودا (野田知) (ولد 19 مارس 1969) هو لاعب كرة قدم ياباني سابق، شارك في كأس آسيا 1988.

## روابط خارجية
- ساتورو نودا على موقع الاتحاد الدولي (مؤرشف)  (الإنجليزية)
- ساتورو نودا على موقع رابطة كرة القدم اليابانية للمحترفين (اليابانية)
- ساتورو نودا على موقع عالم كرة القدم.نت (الإنجليزية)

1. ↑  "معلومات عن ساتورو نودا على موقع data.j-league.or.jp". data.j-league.or.jp. مؤرشف من الأصل في 2018-09-01.
2. ↑  "معلومات عن ساتورو نودا على موقع transfermarkt.com". transfermarkt.com. مؤرشف من الأصل في 2020-03-28.
3. ↑  "معلومات عن ساتورو نودا على موقع static.fifa.com". static.fifa.com. مؤرشف من الأصل في 2019-12-07.

- (باليابانية) Satoru Noda at library.footballjapan.jp